# Phaeothyrium pulchellum
Phaeothyrium pulchellum är en svampart som beskrevs av Petr. 1947. Phaeothyrium pulchellum ingår i släktet Phaeothyrium, divisionen sporsäcksvampar och riket svampar.   Inga underarter finns listade i Catalogue of Life.